# Jobic Le Masson
Jobic Le Masson (* 24. Januar 1968 in Étampes) ist ein französischer Jazzmusiker (Piano, Komposition).

## Leben und Wirken
Le Masson begann seine musikalische Ausbildung im Alter von sieben Jahren am Konservatorium. Mit sechzehn Jahren zog er in die USA, wo er zunächst an der Greenwich High School in Connecticut Musiktheorie und Komposition studierte. Ab 1987 absolvierte er die Berklee School of Music; nach seinem Abschluss dort kehrt er 1990 nach Paris zurück.
Le Masson tourte 1993 in der Formation Octopus mit Benjamin Duboc und Benoist Raffin in der Slowakei; mit diesem Trio entstand 1997 das Album 1+1+1 für Bopcity. Seitdem hat er an zahlreichen Projekten und Aufnahmen mit Musikern wie Arnaud Sacase, Gwen Sampé, Aldridge Hansberry, Sebastien Buchholz, Christine Flowers, MJ Williams und Longineu Parsons teilgenommen. Mit Benjamin Duboc und Didier Lasserre bildete er das Free Unfold Trio, das zwei Alben vorlegte (zuletzt Ballades, 2009). 2006 gründete er sein Trio mit Peter Giron und John Betsch, das sein Debütalbum Hill 2008 bei Enja veröffentlichte. Das Trio wurde seit 2012 regelmäßig durch Steve Potts verstärkt; dieses Quartett ist auf dem Album Song (Enja 2016) dokumentiert. Im Duo mit Potts entstand das Album Live at Console (Joma 2022).
Le Masson ist weiterhin mit Musikern wie Jean-Jacques Elangué, François Théberge, Rick Margitza, Makoto Satō, Daniel Erdmann, Karl Jannuska, Jean-François Pauvros, Sylvain Guérineau, Abdelhaï Bennani, Rasul Siddik, Amy Gamlen, Alexandra Grimal, Jean-Jacques Avenel, Sarah Morrow, Corey Wilkes, Roy Campbell, Hanah Jon Taylor oder Jeri Brown aufgetreten. Auch gehörte er zur John Betsch Society (Alive in Paris) und zum Pianotrio von Jimmy Bennington (The Walk to Montreuil).